# Saemundssonia haematopi
Saemundssonia haematopi är en insektsart som först beskrevs av Carl von Linné 1758.  Saemundssonia haematopi ingår i släktet Saemundssonia och familjen fjäderlöss. Arten är reproducerande i Sverige. Inga underarter finns listade i Catalogue of Life.